# إرنست ك. توريس
إرنست ك. توريس (بالإنجليزية: Ernest C. Torres) هو قاضي ومحامي وسياسي أمريكي، ولد في 1941 بنيو بدفورد في الولايات المتحدة.